# Nadine Kleinert
Nadine Kleinert, zeitweise Kleinert-Schmitt (* 20. Oktober 1975 in Magdeburg, DDR) ist eine ehemalige deutsche Kugelstoßerin, die eine olympische Silbermedaille und fünf Weltmeisterschaftsmedaillen gewonnen hat. 2012 wurde sie Europameisterin. Sie wurde nachträglich mehr als 15-mal hochgestuft, nachdem Doper, die vor ihr eingekommen waren, disqualifiziert worden waren.

## Karriere
Sie gewann 1993 bei den Junioreneuropameisterschaften die Silbermedaille und erreichte im Jahr darauf bei den Juniorenweltmeisterschaften den sechsten Platz. Bei den Halleneuropameisterschaften 1996 wurde sie Sechste. 1997 wurde sie in Turku U23-Europameisterin und belegte bei den Weltmeisterschaften in Athen den siebten Platz. 1998 wurde Kleinert erstmals, sowohl in der Halle als auch im Freien, Deutsche Meisterin. Im Jahr darauf bei den Weltmeisterschaften in Sevilla gewann sie die Silbermedaille, und bei den Olympischen Spielen 2000 in Sydney wurde sie Achte.
Einem vierten Platz bei den Hallenweltmeisterschaften 2001 in Lissabon folgte bei den Weltmeisterschaften in Edmonton der erneute Gewinn der Silbermedaille. Nach einem sechsten Platz bei den Europameisterschaften 2002 in München und einem siebten Platz bei den Weltmeisterschaften 2003 in Paris startete sie 2004 die olympische Saison mit einem vierten Platz bei den Hallenweltmeisterschaften in Budapest. Nachdem Wita Pawlysch des Dopings überführt wurde, bekam Kleinert jedoch nachträglich die Bronzemedaille.
Bei den Olympischen Spielen 2004 wurde das Kugelstoßen im Hain von Olympia ausgetragen. Kleinert wurde mit einer Weite von 19,55 m zunächst Dritte. Erst im letzten Versuch zog Yumileidi Cumbá (CUB) an ihr vorbei. Als die Siegerin Irina Korschanenko einige Tage später des Dopings überführt wurde, erhielt Kleinert die Silbermedaille.
Dafür wurde ihr am 16. März 2005 das Silberne Lorbeerblatt verliehen.
Im Jahr 2005 stieß sie in Hannover mit 20,06 m zum ersten Mal über die 20-Meter-Marke und wurde bei den Weltmeisterschaften in Helsinki Fünfte. Später wurde jedoch Swetlana Kriweljowa des Dopings überführt. 2006 wurde Kleinert in Moskau mit persönlicher Hallenbestleistung von 19,64 Meter Vizehallenweltmeisterin. Bei den Europameisterschaften in Göteborg erreichte sie im selben Jahr den sechsten Platz. Bei den Weltmeisterschaften 2007 in Osaka stand sie erneut auf dem Podium und errang die Bronzemedaille.
Im Oktober 2007 kündigte sie an, nach den Olympischen Spielen 2008 in Peking über einen Wechsel in den Boxsport zu entscheiden. Nach Platz sieben in Peking gab sie am 20. November allerdings bekannt, dass sie beim Kugelstoßen bleiben werde und sich auf einen Start zu den Weltmeisterschaften in Berlin im August 2009 vorbereite. Das Jahr 2008 gehört zu den sportlich stärksten von Nadine Kleinert. Sie wurde unter anderem Deutsche Meisterin in Nürnberg und erzielte Ende Mai in Engers mit 19,89 m das zweitbeste Ergebnis ihrer Sportkarriere. Mit dieser Weite wurde sie auch Jahresbeste 2008 des DLV.
Im Rahmen der Deutschen Meisterschaften 2009 wurde Nadine Kleinert mit dem Rudolf-Harbig-Gedächtnispreis ausgezeichnet. Bei den Meisterschaften selbst hatte sie den zweiten Platz hinter Denise Hinrichs belegt und damit neben fünf Meistertiteln ihren sechsten Vizemeistertitel im Freien erreicht.
Bei den Weltmeisterschaften 2009 in Berlin steigerte Kleinert ihre persönliche Bestmarke von 20,06 m nach Einstellung im ersten Versuch auf 20,20 m im dritten Versuch und gewann damit die Silbermedaille. 2010 wurde sie bei den Hallenweltmeisterschaften zunächst Fünfte und rückte nach den Doping-Disqualifikationen der Belarussinnen Nadseja Astaptschuk und Natallja Michnewitsch auf den Bronzerang vor. Bei den Europameisterschaften kam Kleinert auf den siebten Platz. Bei den Weltmeisterschaften 2011 belegte sie den achten und bei den Hallenweltmeisterschaften 2012 zunächst den fünften Rang und rückte nach der Disqualifikation Astaptschuks auf den vierten Platz vor.
2012 wurde Kleinert bei den Europameisterschaften 2012 in Helsinki im Alter von 36 Jahren zum ersten Mal Europameisterin. Kurz darauf verpasste sie bei den Olympischen Spielen in London jedoch zum ersten Mal seit zehn Jahren bei einem internationalen Großereignis den Sprung in den Endkampf.
Kleinert gewann 1998, 2000, 2001, 2005, 2008, 2010 und 2012 die Deutsche Meisterschaft, In der Halle war sie 1998, 1999, 2000, 2001, 2004, 2010 und 2012 erfolgreich. Sie hat bei einer Größe von 1,90 m ein Wettkampfgewicht von 90 kg. Sie startet für den SC Magdeburg. Kleinerts Trainer ist Klaus Schneider. 
Im September 2013 gab sie das Ende ihrer Karriere bekannt.

## Privates
Sie heiratete Ende 1999 und trug bis 2004 den Namen Kleinert-Schmitt. Ab 1994 war sie Soldatin der Sportfördergruppe der Bundeswehr. Seit November 2010 ist Nadine Kleinert Kugelstoßtrainerin an der Sportschule Magdeburg.
Kleinert lebt im Kyffhäuserkreis und arbeitete zwischenzeitlich als Paketzustellerin. Seit Oktober 2019 ist sie bei der Bundeswehr in Bad Frankenhausen angestellt.

## Internationale Ergebnisse

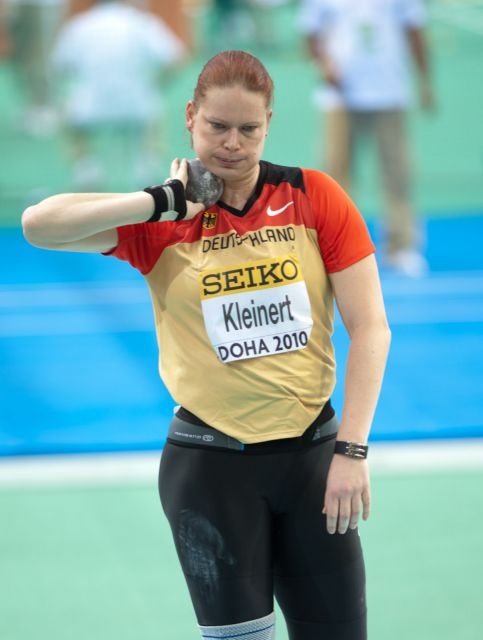
Bei den Hallenweltmeisterschaften 2010

| Jahr | Wettbewerb                    | Platz | Weite  |
| ---- | ----------------------------- | ----- | ------ |
| 1992 | Juniorenweltmeisterschaften   | 12.   | 14,10  |
| 1993 | Junioreneuropameisterschaften | 2.    | 17,07  |
| 1994 | Juniorenweltmeisterschaften   | 6.    | 16,70  |
| 1996 | Halleneuropameisterschaften   | 5.    | 18,10  |
| 1997 | U23-Europameisterschaften     | 1.    | 18,27  |
| 1997 | Weltmeisterschaften           | 7.    | 18,42  |
| 1998 | Halleneuropameisterschaften   | 5.    | 18,42  |
| 1998 | Europameisterschaften         | 6.    | 18,48  |
| 1999 | Hallenweltmeisterschaften     | 5.    | 18,51  |
| 1999 | Weltmeisterschaften           | 2.    | 19,61  |
| 2000 | Halleneuropameisterschaften   | 2.    | 19,23  |
| 2000 | Olympische Spiele             | 8.    | 18,49  |
| 2001 | Hallenweltmeisterschaften     | 4.    | 18,87  |
| 2001 | Weltmeisterschaften           | 2.    | 19,86  |
| 2002 | Europameisterschaften         | 6.    | 18,88  |
| 2003 | Hallenweltmeisterschaften     | –     | o.g.V. |
| 2003 | Weltmeisterschaften           | 7.    | 18,48  |
| 2004 | Hallenweltmeisterschaften     | 3.    | 19,05  |
| 2004 | Olympische Spiele             | 2.    | 19,55  |
| 2005 | Weltmeisterschaften           | 3.    | 19,07  |
| 2006 | Hallenweltmeisterschaften     | 2.    | 19,64  |
| 2006 | Europameisterschaften         | 6.    | 18,48  |
| 2007 | Weltmeisterschaften           | 3.    | 19,77  |
| 2008 | Olympische Spiele             | 7.    | 19,01  |
| 2009 | Weltmeisterschaften           | 2.    | 20,20  |
| 2010 | Hallenweltmeisterschaften     | 3.    | 19,34  |
| 2010 | Europameisterschaften         | 7.    | 18,94  |
| 2011 | Weltmeisterschaften           | 8.    | 19,26  |
| 2012 | Hallenweltmeisterschaften     | 4.    | 19,29  |
| 2012 | Europameisterschaften         | 1.    | 19,18  |
| 2012 | Olympische Spiele             | 13.   | 18,36  |

## Persönliche Bestleistungen
- Kugelstoßen: 20,20 Meter, 16. August 2009 in Berlin
  - Halle: 19,64 Meter, 12. März 2006 in Moskau